# Най-малката (Солун)
Най-малката (гръцки: Το μικρότερο) е емблематична сграда в град Солун, Гърция, смятана за най-малката къща в града.

## Местоположение
Къщата е разположена на улица „Навархос Воцис“, на пристанището до Къщата на № 3.

## История
Сградата е построена в 1916 година. Заедно със съседната Суруджиева къща оцелява в Големия солунски пожар от 1917 година. Резиденция е на С. Вадилиадис.

## Архитектура
В архитектурно отношение се състои от приземен етаж, който вероятно е бил вход и първи етаж. Сградата е с най-малката фасада в града. В центъра на фасадата има само един отвор. Къщата е изключително издължена, тъй като заема цялата налична дълбочина на парцела. Покрита е със скатен керемиден покрив.